# Utva Aero 3
Utva Aero 3 je Jugoslavenski zrakoplov s klipnim motorom dizajniran za obuku pilota, te da zamjeni starijeg Ikarusa Aero 2. Projektirao ga je dipl. ing. Đorđe Petković. Ukupno je izrađeno oko 110 zrakoplova a u službi Jugoslavenskog ratnog zrakoplovstva su bili u razdoblju od 1956. – 1964.Kasnije su potisnuti od strane Utve 66 i Utve 75.

## Dizajn
Aero-3 je dizajniran kao školski zrakoplov niskokrilac za obuku pilota te zato ima tandem položaj sjedala za pilota i instruktora ispod dvodijelnog poklopca kabine koji se otvarao povlačenjem prema nazad. Ima podvozje koji se ne može uvlačiti a pokreće je jedan Lycoming O-435-A klipni motor snage 142 kW što joj omogućuje maksimalnu brzinu od 230 km/h. Opremljen je avionikom za obuku pri noćnim uvjetima te uvjetima loše vidljivosti. Prvi let ovog zrakoplova je bio 1954. te je od 1956. tada postao glavni trener JRV-a sve do dolaska novijih Utvi.
Danas je Aero 3 aktivan u nekim aero klubovima (nekoliko zrakoplova je izvezeno u Francusku i SAD) te je određen broj još uvijek u letnom stanju. Danas se u tehničkom muzeju u Zagrebu nalazi prototip Aera a poklonili su ga radnici ZTZ-a Zmaj.

## Tehničke karakteristike
Osnovne karakteristike
- posada: 2
- kapacitet: 1
- dužina: 8,58 m
- raspon krila: 10,5 m
- površina krila: 18,9 m2
- visina: 2,7 m

Letne karakteristike
- najveća brzina: 230 km/h
- dolet: 680 km
- najveća visina leta: 4.300 m
- motor: 1 × Lycoming O-435-A klipni motor

## Vanjske poveznice
- http://www.yuairwar.com/prodani.asp  Arhivirana inačica izvorne stranice od 25. svibnja 2008. (Wayback Machine)
- Slike